# Marginella melvilli
Marginella melvilli е вид коремоного от семейство Marginellidae.

## Разпространение
Видът е разпространен в Сао Томе и Принсипи.